# Esbataottine
Esbataottine /možda 'bighorn people'/, jedna od bandi ili plemena Nahane Indijanaca, porodice Athapaskan, čiji je dom bio u dolinama rijeka Beaver, Nahanni i North Nahanni u sjevernoj Kanadi. Hodge ih locira između rijeka Peace i Liard u Britanskoj Kolumbiji. Bilo je pojave kanibalizma, a po Hodgeu, mogla je biti izazvana zbog gladi. Prema Mooneyu (1928) bilo ih je 300 (1670.), od čega ih je 1906. preostalo 250. 